# Grön bågfenciklid
Grön bågfenciklid (Nannacara anomala), även Grön bågcyklid, är en ciklid som har en färgsättning som varierar beroende på lokaliteten. I naturen blir grön bågciklid sällan längre än cirka 6 cm långa, men akvariehållna hanar kan uppnå 9 cm. Honorna blir ungefär hälften så långa. Dess utbredningsområde är företrädesvis Surinam och Guyana, men arten kan också förekomma i Franska Guyana. Arten hålls inte sällan som akvariefisk.

## Grön bågfenciklid som akvariefisk
Ett lämpligt akvarium för denna art bör innehålla många skydd och gömställen, och gärna också en tät växtlighet. Vattnet bör vara lätt surt och mjukt till medelhårt, och hålla en temperatur på 22–25 grader Celsius – vid uppfödning något varmare. Grön bågfenciklid är fridsam mot andra fiskar, utom vid leken. Fiskarna leker oftast i en grotta, men det förekommer också att äggläggningen istället sker på en flat sten. Efter kläckningen gräver föräldrarna grunda gropar i bottenmaterialet i lekområdets närhet, till vilka ynglen flyttas.
Grön bågfencilkid föredrar levandefoder som fiskmat, men tar också en del fabriksproducerade fodertyper, såsom flingfoder och små pellets.